# Knooppunt Antwerpen-Zuid
Het knooppunt Antwerpen-Zuid is een Belgisch verkeersknooppunt in de Ring rond Antwerpen. De A1/E19 en de A12 vanuit Brussel komen hier uit op de R1. Tevens zijn er bij dit knooppunt enkele verbindingen met de Antwerpse deelgemeente Berchem.
Knooppunt Antwerpen-Zuid is een voorbeeld van een onvolledig knooppunt, niet alle bewegingen linksaf kunnen gemaakt worden zonder de snelweg te verlaten. Vanaf de N155 is er alleen een verbinding met de snelweg naar Mechelen (A1/E19) en kan men vanaf de A12 alleen naar de R1 richting het oosten en vice versa. Het knooppunt heeft een turbinelus en een lus die lijkt op de verbindingsbogen van een windmolenknooppunt.

## Aansluitende wegen
| Aansluitende wegen      | Aansluitende wegen                | Aansluitende wegen                   | Aansluitende wegen | Aansluitende wegen |
| ----------------------- | --------------------------------- | ------------------------------------ | ------------------ | ------------------ |
|                         |                                   | richting Berchem / Antwerpen-centrum |                    |                    |
|                         |                                   |                                      |                    |                    |
| richting Gent / Brugge  | richting Breda / Eindhoven / Luik |                                      |                    |                    |
|                         |                                   |                                      |                    |                    |
| richting Wilrijk / Boom |                                   | richting Mechelen / Brussel          |                    |                    |

Aalbeke · Antwerpen-Centrum · Antwerpen-Haven · Antwerpen-Noord · Antwerpen-Oost · Antwerpen-West · Antwerpen-Zuid · Arquennes · Battice · Beaufays · Beveren · Bois-d'Haine · Brugge · Cerexhe · Charleroi-Nord · Charleroi-Sud · Cheratte · Daussoulx · Destelbergen · Doornik · Familleureux · Fexhe-Slins · Gent-Centrum · Gouy · Grâce-Hollogne · Groot-Bijgaarden · Hautrage · Hauts-Sarts · Heppignies · Heverlee · Hoog-Itter · Houdeng-Goegnies · Jabbeke · Jemappes · Kortrijk-West · Kortrijk-Zuid · Leonardkruispunt · Loncin · Lummen · Machelen · Marcinelle · Marquain · Merelbeke · Moorsele · Neufchâteau · Ranst · Sint-Stevens-Woluwe · Strombeek-Bever · Thiméon · Ville-sur-Haine · Vottem · Wilrijk-Valaar · Zaventem · Zwijnaarde